# Мадисон (округ, Айдахо)
Ма́дисон (англ. Madison) — округ в штате Айдахо. Окружным центром является город Рексберг.

## История
Округ Мадисон был образован 18 февраля 1913 года. Название округ получил в честь 4-го президента США Джеймса Мэдисона. Первыми поселенцами в округе были мормоны из Юты, построившие первые оросительную систему. В 1976 году после прорыва плотины Титона территория округа была объявлена районом национального стихийного бедствия.

## Население
По состоянию на 2010 год население округа составляло 37 536 человек. С 2000 года население увеличилось на 36,7 %. Ниже приводится динамика численности населения округа.

## География
Округ Мадисон располагается в восточной части штата Айдахо. Площадь округа составляет 1 226 км², из которых 5 км² (0,39 %) занято водой.
|            |           | Фримонт |
| Джефферсон | север     | Титон   |
| Джефферсон | Мадисон   | Титон   |
| Джефферсон | юг        | Титон   |
|            | Бонневилл |         |

### Дороги
- — US 20
- — ID-33

### Города округа
- Рексбург
- Шугар-Сити
- Торнтон

### Достопримечательности и охраняемые природные зоны
- Национальный заказник Таргхи  (частично)